# استان ساکون ناکون

نقشهٔ تایلند و جایگاه استان ساکون ناخون.

استان ساکون ناخون یا ساکن ناخن یکی از استانهای کشور تایلند است. مساحت آن ۹۶۰۵ کیلومترمربع می‌باشد. جمعیت این استان در سال ۲۰۰۰ بالغ بر ۱۰۴۰۰۰۰ نفر برآورد شده‌است.
استان ساکون ناکون از نظر تقسیمات کشوری بخشی از ناحیه شمال شرقی تایلند به حساب می‌آید. مرکز این استان شهر ساکون ناکون است.